# 斯蒂奥
斯蒂奥（義大利語：Stio），是意大利萨莱诺省的一个市镇。总面积24平方公里，人口979人，人口密度40.8人/平方公里（2009年）。ISTAT代码为065145。